# ديفورا توريرا
ديفورا توريرا (بالإنجليزية: Devora Torreira)‏ مواليد 1 يناير 1991، هي لاعبة كرة يد دومينيكية تلعب كجناح أيسر. مثلت منتخب جمهورية الدومينيكان لكرة اليد للسيدات.

## سجل المنافسة
شاركت في البطولات التالية:
- بطولة العالم لكرة اليد للسيدات 2013